# Judenfrei

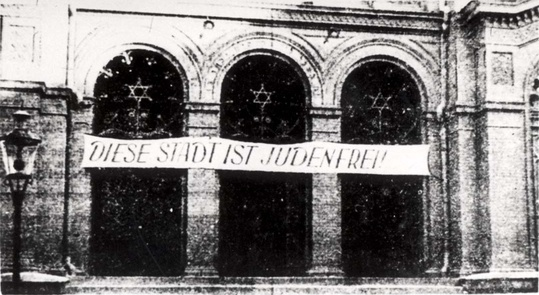
Synagoga w Bydgoszczy; napis głosi: „To miasto jest wolne od Żydów”

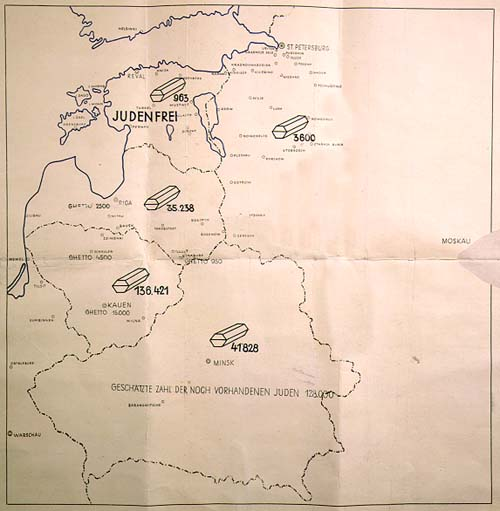
Mapa pokazuje liczbę egzekucji przeprowadzonych przez Einsatzgruppe A na terenach: Estonii (sklasyfikowana jako Judenfrei), Łotwy, Litwy, Białorusi i Rosji

Judenfrei (pol. Wolny od Żydów) – termin używany przez niemieckich nazistów do określenia danego terenu lub miasta, w którym nie zamieszkują Żydzi.
Władze III Rzeszy najczęściej „oczyszczały” tereny z ich żydowskich mieszkańców poprzez masowe deportacje do zlokalizowanych na okupowanych terenach gett i obozów koncentracyjnych (Niemcy, Polska oraz inne kraje okupowane) lub masowe mordy dokonywane przez szwadrony śmierci, niekiedy organizowane przez lokalne kolaboracyjne władze (głównie na terenie ZSRR: Rosja, Ukraina, Estonia oraz Łotwa).
Po raz pierwszy termin judenfrei został użyty w Prusach oraz w późniejszych latach w Austrii w XIX wieku.

## Tereny sklasyfikowane jako judenfrei
- Gelnhausen – miasto sklasyfikowane jako judenfrei 1 listopada 1938. Wówczas zniszczono miejską synagogę, a obywateli pochodzenia żydowskiego zmuszono do opuszczenia miasta[2].
- Bydgoszcz – okupowane przez Niemców miasto zostało sklasyfikowane jako judenfrei w grudniu 1939.
- Luksemburg – okupowane przez nazistowskie Niemcy państwo zostało sklasyfikowane jako judenfrei 17 października 1941 roku[3].
- Estonia – uznana za judenfrei w grudniu 1941 roku. Ocena ta została potwierdzona na konferencji w Wannsee 20 stycznia 1942 roku[4].
- Belgrad – okupowany przez nazistowskie Niemcy, uznany za judenfrei w sierpniu 1942 roku[5].
- Wiedeń – uznany za judenfrei 9 października 1942 roku.
- Berlin – uznany za judenfrei 19 maja 1943 roku[6].
- Tarnów – ogłoszony jako judenfrei w lutym 1944 roku.